# Kagami Kōzō
Kagami Kōzō (japanisch 各務 鉱三; geb. 7. März 1896 in der Präfektur Gifu; gest. 3. Dezember 1985) war ein japanischer Glaskünstler während der Shōwa-Zeit.

## Leben und Werk
Kagami Kōzō machte 1915 seinen Schulabschluss an der Höheren technischen Schule Tōkyō (東京高等工業学校 Tōkyō kōtō kōgyō gakkō) und wurde Mitarbeiter der Südmandschurischen Eisenbahn, wo er Untersuchungen zur Herstellung von Glas durchführte. 1927 schrieb er sich ein an der Kunstgewerbeschule Stuttgart, der Vorläufereinrichtung der heutigen Staatliche Akademie der Bildenden Künste, an der er 1929 seinen Abschluss machte. Er studierte dann weiter unter Wilhelm von Eiff, wobei der bekannte Glaskünstler Hanns Model (1908–1983) einer seiner Mitstudenten war, mit dem er lebenslang Verbindung hielt.
Im Jahr 1930 gründete das „Kagami-Forschungsinstitut für Kristall-Kunstgewerbe“ (各務クリスタル工芸研究所 Kagami kurisutaru kōgei kenkyūjo), wo er Ritz- und Schnitttechnologien entwickelte. 1934 gründete er das „Kagami-Kristallwerk“, um im großen Maßstab Kristallglas herzustellen. Dieses Werk existiert bis zum heutigen Tage.
1932 gehörte die Blumenvase aus Glas, die Kagami auf der Teiten-Ausstellung zeigte, zu der ehrenvollen „Besonderen Auswahl“ (特撰 Tokusen). Danach, mit der „Century of Progress“ in Chikago 1934, wurde Kagami auch auf Glas-Ausstellungen im Ausland bekannt und gewann Preise. Kagami selbst fungierte als Juror auf Nitten-Ausstellungen und blieb Berater für sie.
Es ist schwierig, ein einzelnes Stück hervorzuheben, das Kagamis Arbeiten repräsentiert, aber man kann vielleicht seine Arbeit aus dem Jahr 1929 mit dem Titel „Geschmückte Kristallschale ‚Gebet‘“ (クリスタル飾り皿「祈り」 Kurisutaru kazarizara „Inori“) anführen, eine Arbeit, die er ausführte, als er in Deutschland studierte. Eine weitere Arbeit ist das „Ornamentale Kristallgefäß“ (クリスタル飾り鉢 Kurisutaru kazaribachi) von 1960, für das er den Preis der Akademie der Künste erhielt. Zu den starken Arbeiten Kagamis gehören die geschnittenen Gläser mit würfelförmigen Mustern.